# Cenk İldem

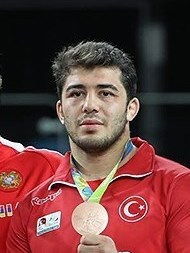
Cenk İldem, 2016

Cenk İldem (* 5. Januar 1986 in Şişli, Provinz Istanbul) ist ein türkischer Ringer. Er gewann bei der Europameisterschaft 2010 und bei der Weltmeisterschaft 2011 jeweils eine Bronzemedaille im griechisch-römischen Stil im Halbschwergewicht.

## Werdegang
Cenk İldem begann als Jugendlicher in Şişli im Jahre 1996 mit dem Ringen. Sein Trainer ist seit dieser Zeit sein Vater Huseyin İldem, selbst ein ehemaliger Ringer. Jetzt gehört er dem Sportclub Büyüksehir Belediyespor Istanbul an. Er konzentriert sich auf den griechisch-römischen Stil und ringt im Halbschwergewicht. Cenk İldem besuchte eine Universität und ist Lehrer.
Seine internationale Ringerkarriere begann er im Mai 2005, als er bei der Junioren-Weltmeisterschaft in Vilnius im Mittelgewicht den 8. Platz belegte. Bereits einen Monat später wurde er dann in Wrocław Junioren-Europameister im Mittelgewicht vor Adlan Bisojew, Russland, Jan Fischer, Deutschland und Timofei Dseinitschenko, Belarus. Außergewöhnlich erfolgreich war er auch im Jahre 2006, denn er wurde zunächst in Szombathely Junioren-Europameister vor Artur Schalinjan, Armenien und in Guatemala-Stadt auch Junioren-Weltmeister vor Jan Fischer, Dawit Karchawa, Georgien und Oleg Schokalow, Russland, jeweils im Mittelgewicht.
Bei den Senioren benötigte Cenk İldem einige Anlaufzeit, um auch dort zu Erfolgen zu kommen. Immerhin wurde er im Jahre 2008 in Thessaloniki Universitäten-Weltmeister im Halbschwergewicht vor Balasz Kiss aus Ungarn und Ioannis Arzoumanidis, Griechenland. Im April 2010 wurde er dann bei der Europameisterschaft 2010 in Baku im Halbschwergewicht eingesetzt. Er kam dort zu Siegen über Bentsion Chundaschwili aus Georgien, Dimitrij Timtschenko aus der Ukraine und David Vála aus Tschechien. Im Halbfinale unterlag er gegen seinen alten Konkurrenten aus der gemeinsamen Juniorenzeit Timofei Dseinitschenko, um sich dann mit einem Sieg über Mirko Englich aus Deutschland noch eine EM-Bronzemedaille zu erkämpfen.
Der nächste Start bei einer internationalen Meisterschaft erfolgte bei der Europameisterschaft 2011 in Dortmund. Er kam dort zu Siegen über Sinisa Hogac, Kroatien und Frederik Schoen aus Schweden und unterlag dann dem in Bulgarien eingebürgerten Albaner Elis Guri. Da dieser das Finale nicht erreichte, schied er aus und kam nur auf den 8. Platz. Wesentlich besser schnitt er bei der Weltmeisterschaft 2011 in Istanbul ab. Er siegte dort über An Chang-gun, Südkorea, Balasz Kiss, Alin Alexuc-Ciurariu, Rumänien und Artur Aleksanjan, Armenien. Im Halbfinale musste er eine Niederlage gegen Jimmy Lidberg aus Schweden hinnehmen. Durch einen Sieg über Tomofei Dseinitschenko erkämpfte er sich dann aber eine WM-Bronzemedaille, verbunden mit der Startberechtigung bei den Olympischen Spielen 2012 in London.
Bei den Olympischen Spielen in London hatte Cenk İldem aber kein Losglück. Er verlor beide Kämpfe, die er bestritt, zuerst gegen Ghasem Rezaei, Iran, dem späteren Olympiasieger und gegen Artur Aleksanjan, Armenien, den späteren Olympiadritten, schied dadurch aus und belegte nur den 11. Platz.
Eine Medaille gewann er aber wieder bei der Europameisterschaft 2013 in Tiflis. Er besiegte auf dem Weg zu diesem Erfolg Villius Laurinaitis, Litauen und Nikita Melnikow, Russland, verlor gegen Artur Aleksanjan und siegte danach noch über Soso Jabidse, Georgien und Schalwa Gadabadse, Aserbaidschan.

## Internationale Erfolge
| Jahr | Platz | Wettbewerb                                             | Gewichtsklasse | Ergebnisse |
| 2005 | 8.    | Junioren-WM in Vilnius                                 | Mittel         | Sieger: Yanarbek Kenjajew, Kirgisistan vor Ghasem Rezaei, Iran |
| 2005 | 1.    | Junioren-EM in Wrocław                                 | Mittel         | vor Adlan Bisojew, Russland, Jan Fischer, Deutschland und Timofei Dseinitschenko, Belarus |
| 2006 | 1.    | Junioren-EM in Szombathely                             | Mittel         | vor Artur Schalinjan, Armenien, Saur Karechew, Russland und Sergei Jeroschkin, Ukraine |
| 2006 | 1.    | Junioren-WM in Guatemala-Stadt                         | Mittel         | vor Jan Fischer, Dawit Karchawa, Georgien und Oleg Schokalow, Russland |
| 2007 | 10.   | Dan Kolow & Nikola Petrow-Memorial in Sofia            | Halbschwer     | Sieger: Kalojan Dintschew, Bulgarien vor Wassili Teplouchow, Russland |
| 2008 | 1.    | Universitäten-WM in Thessaloniki                       | Halbschwer     | vor Balasz Kiss, Ungarn, Ioannis Arzoumanidis, Griechenland und Mojtaba Kababi, Iran |
| 2009 | 8.    | Golden-Grand-Prix in Baku                              | Halbschwer     | Sieger: Rustam Totrow, Russland vor Ramas Nosadse, Georgien, Denis Mischin, Aserbaidschan und Balasz Kiss                                                                                                |
| 2010 | 2.    | „Vehbi-Emre“-Memorial in Istanbul                      | Halbschwer     | hinter Aslanbek Chuschtow, Russland, vor Oleg Kryoka, Ukraine und Ahmet Tacyldiz, Türkei |
| 2010 | 9.    | Welt-Cup in Jerewan                                    | Halbschwer     | Sieger: Balasz Kiss vor Arman Geghamjan, Armenien, Babak Hossein Ghorbani Goldasteh, Iran und Ahmet Tacyldiz                                                                                             |
| 2010 | 3.    | EM in Baku                                             | Halbschwer     | nach Siegen über Bentsion Chudaschwili, Georgien, Dimitrij Timtschenko, Ukraine und David Vála, Tschechien, einer Niederlage gegen Timofei Dseinitschenko und einem Sieg über Mirko Englich, Deutschland |
| 2011 | 11.   | Welt-Cup in Minsk                                      | Halbschwer     | Sieger: Babak Hossein Ghorbai Goldasteh vor Timofei Dseinitschenko, Schalwa Gadabadse, Georgien und Rustam Totrow, Russland                                                                              |
| 2011 | 3.    | Golden-Grand-Prix in Szombathely                       | Halbschwer     | hinter Jimmy Lidberg, Schweden und Ewgeni Askarow, Usbekistan, gemeinsam mit György Rizmajer, Ungarn |
| 2011 | 8.    | EM in Dortmund                                         | Halbschwer     | nach Siegen über Sinisa Hogac, Kroatien und Frederik Schoen, Schweden und einer Niederlage gegen Elis Guri, Bulgarien                                                                                    |
| 2011 | 10.   | Givi Kartosija & Wachtang Balawadse-Memorial in Tiflis | Halbschwer     | Sieger: Irakli Kadschaia, Georgien vor Majid Aliyan Feyzabadi, Iran |
| 2011 | 5.    | Golden-Grand-Prix in Baku                              | Halbschwer     | hinter Babak Hossein Ghorbani Goldasteh, Aslanbek Chuschtow, Jimmy Lidberg und Balasz Kiss |
| 2011 | 17.   | „Wladislaw-Pytlasinksi“-Memorial in Radom              | Halbschwer     | Sieger: Rustam Totrow vor Timofei Dseinitschenko, Irakli Kadschaia und Nikita Melnikow, Russland |
| 2011 | 3.    | WM in Istanbul                                         | Halbschwer     | nach Siegen über An Chang-gun, Südkorea, Balasz Kiss, Alin Alexuc-Ciurariu, Rumänien, Artur Aleksanjan, Armenien, einer Niederlage gegen Jimmy Lidberg und einem Sieg über Timofei Dseinitschenko        |
| 2011 | 11.   | FILA-Test-Rurnier in London                            | Halbschwer     | Sieger: Ghasem Rezaie vor Daigoro Timoncini, Italien, György Rizmajer und Rami Hietaniemi, Finnland |
| 2012 | 3.    | Welt-Cup in Saransk                                    | Halbschwer     | hinter Schalwa Gadabadse und György Rizmajer, gemeinsam mit Timofei Dseinitschenko |
| 2012 | 5.    | Azovmash-Cup in Mariupol                               | Halbschwer     | hinter Nikita Melnikow, Witali Raganin, Russland, Nazmi Avluca, Türkei und Jimmy Lidberg |
| 2012 | 11.   | OS in London                                           | Halbschwer     | nach Niederlagen gegen Ghasem Rezaei, Iran und Artur Aleksanjan |
| 2013 | 1.    | „Vehbi-Emre“-Memorial in Istanbul                      | Halbschwer     | vor Rustam Totrow, Ahmet Tacyldiz, Türkei und Michail Kadschaia, Georgien |
| 2013 | 2.    | Welt-Cup in Teheran                                    | Halbschwer     | hinter Sargis Tonojan, Armenien, vor Nikita Melnikow und Mahmoud Alijari, Iran |
| 2013 | 3.    | EM in Tiflis                                           | Halbschwer     | nach Siegen über Villius Laurinaitis, Litauen und Nikita Melnikow, einer Niederlage gegen Artur Aleksanjan und Siegen über Soso Jabise, Georgien und Schalwa Gadabadse, Aserbaidschan                    |
| 2013 | 2.    | Trophee Milone in Sassari                              | Halbschwer     | hinter Artur Aleksanjan, vor Adrian Mocanu, Moldawien |

## Erläuterungen
- alle Wettkämpfe im griechisch-römischen Stil
- OS = Olympische Spiele, WM = Weltmeisterschaft, EM = Europameisterschaft
- Gewichtsklassen: Mittel bis 84 kg, Halbschwer bis 96 kg Körpergewicht